# Australian Championships 1963
Gli Australian Championships 1963 (conosciuto oggi come Australian Open) sono stati la 51ª edizione degli Australian Championships e prima prova stagionale dello Slam per il 1963. Si è disputato dal 10 al 19 gennaio 1964 sui campi in erba al Memorial Drive Park di Adelaide in Australia. Il singolare maschile è stato vinto dall'australiano Roy Emerson, che si è imposto sul connazionale Ken Fletcher in 3 set. Il singolare femminile è stato vinto dall'australiana Margaret Smith, che ha battuto Jan Lehane, anche d'Australia, in 2 set. Nel doppio maschile si è imposta la coppia formata da Bob Hewitt e Fred Stolle, mentre nel doppio femminile hanno trionfato Margaret Smith Court e Robyn Ebbern. Il doppio misto è stato vinto da Margaret Smith Court e Ken Fletcher.

## Risultati

### Singolare maschile
Roy Emerson ha battuto in finale  Ken Fletcher  6-3, 6-3, 6-1

### Singolare femminile
Margaret Court ha battuto in finale  Jan Lehane  6-2, 6-2

### Doppio maschile
Bob Hewitt /  Fred Stolle hanno battuto in finale  Ken Fletcher /  John Newcombe, 6-2, 3-6, 6-3, 3-6, 6-3

### Doppio femminile
Margaret Court /  Robyn Ebbern hanno battuto in finale  Jan Lehane /  Lesley Turner, 6-1, 6-3

### Doppio misto
Margaret Court /  Ken Fletcher hanno battuto in finale  Lesley Turner Bowrey /  Fred Stolle, 7-5, 5-7, 6-4